# Acclamation des souverains de Portugal

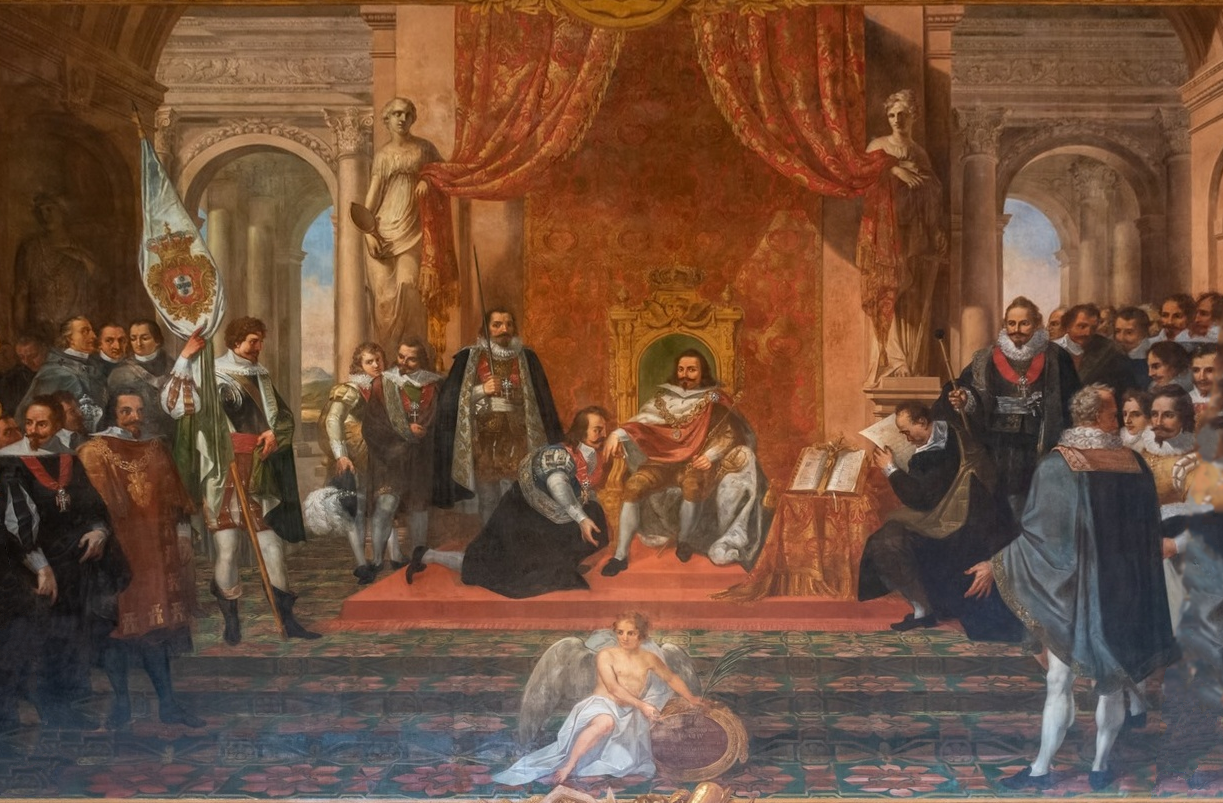
L'acclamation de Jean IV de Portugal en 1640, par José da Cunha Taborda (1823)

L'acclamation des souverains de Portugal (en portugais Aclamação dos Reis de Portugal) est le nom donné à la cérémonie d'investiture des rois et reines de Portugal. Présente depuis les origines de la monarchie portugaise, elle a été réalisée tout au long de son existence : ainsi, tant le premier roi de Portugal que le dernier porteur du titre ont été acclamés. Il s'agit d'une cérémonie au cours de laquelle le pouvoir du souverain et la légitimité de celui-ci sont reconnus par les Cortes ou par la population directement. Elle n'est cependant qu'une sanction du pouvoir déjà conféré, et ne conditionne pas l'exercice du pouvoir royal.
Au cours de l'acclamation, une prestation de serment réciproque entre le souverain et ses sujets est réalisée : la population reconnait les droits et les prérogatives du souverain, en échange de son allégeance et de protection de ses coutumes et privilèges.
L'acclamation est ainsi une preuve de la double nature de la monarchie portugaise : le roi règne de par la volonté de Dieu mais aussi grâce au pacte qu'il a conclu avec son peuple.

## Histoire

### Couronnements médiévaux
La première acclamation remonte à Alphonse Ier, qui fut acclamé roi par ses armées en 1139 avant le « miracle d'Ourique ». Il faudra cependant attendre 1179 pour que son statut royal, indépendant des autres royaumes ibériques, soit formellement reconnu par la bulle papale Manifestis Probatum.
Même si la chose est parfois contestée par certains chercheurs,, il est possible de trouver de nombreuses preuves littéraires et iconographiques démontrant que les premiers souverains portugais étaient oints, sacrés et couronnés dans des cérémonies similaires à celles des autres souverains de la péninsule ibérique. C'est d'ailleurs à cette époque que la couronne devint le symbole d'une royauté sacrée et surnaturelle. La cérémonie comportait alors une onction des mains, de la poitrine, du dos et des bras par le patriarche de Lisbonne, une bénédiction et la remise d'une épée d'apparat, d'un pallium ou d'une chape, d'une crosse épiscopale, ainsi que l'imposition d'une couronne. Ce déroulé, constituant un ordo légèrement divergeant du Pontifical romano-germanique, peut très bien avoir été fixé dès le couronnement de Sanche Ier. D'autres documents semblent aussi mentionner une consécration pour la reine consort, mais il est plus difficile de savoir en quoi elle pourrait avoir consisté.
Il est par contre possible de se questionner sur la perpétuation de tels rituels après l'avénement de la maison d'Aviz. Il semble en effet que Jean Ier, en tant que bâtard de Pierre Ier et meneur d'une révolution populaire, n'ait pas pu recevoir l'onction liturgique rituelle. Malgré des bulles demandées et accordées par les papes Martin V et Eugène IV, les conditions imposées étaient inadmissibles pour le roi Jean et son fils Édouard Ier. Ainsi, ce seraient les exigences du Saint-Siège qui auraient amené la disparition d'une véritable cérémonie de couronnement au Portugal.
Ce fut probablement à ce moment que l'acclamation devint la véritable cérémonie d'investiture du souverain. Un tel rituel montre bien la dualité des fondements de la monarchie portugaise, comme le remarquait le roi Édouard Ier lui-même : seul Dieu avait pu permettre au roi de vaincre les Castillans, mais son titre royal ne lui serait reconnu qu'une fois la décision des Cortes du 6 avril 1385 adoptée. Dorénavant, sans nécessité de couronnement, l'acclamation fut considérée comme l'acte de fondation de la souveraineté royale et de sa nouvelle légitimité populaire. D'autres cérémonies d'acclamation eurent lieu pour Alphonse V et Jean II,.
Sous le règne de Manuel Ier, la Salle des blasons (Sala dos brasões) du Palais national de Sintra fut construite dans l'objectif d'abriter les futures acclamations des rois de Portugal.

### Période espagnole
Pour certains[Qui ?], le prétendant Antoine de Portugal se serait fait acclamer roi à Santarém avant de quitter le pays à la suite de ses défaites face aux troupes espagnoles[réf. nécessaire].
Pour la dynastie de Habsbourg, seul Philippe II eut droit à une véritable acclamation sous le nom de Philippe Ier. La cérémonie se déroula le 16 avril 1581 à Tomar, au sein du Couvent de l'ordre du Christ du château local. Le roi y signa les Statuts de Tomar, qui reprennaient en vingt-cinq articles les exigences portugaises pour la réalisation de l'Union ibérique et la préservation de leur indépendance. Après un bref passage à Santarém, Philippe retourna à Madrid.
Des cérémonies d'acclamation eurent aussi lieu lors de la période espagnole, mais en l'absence de Philippe II le 18 septembre 1598, et de Philippe III de Portugal le 23 mai 1621.

### Restauration des Bragance

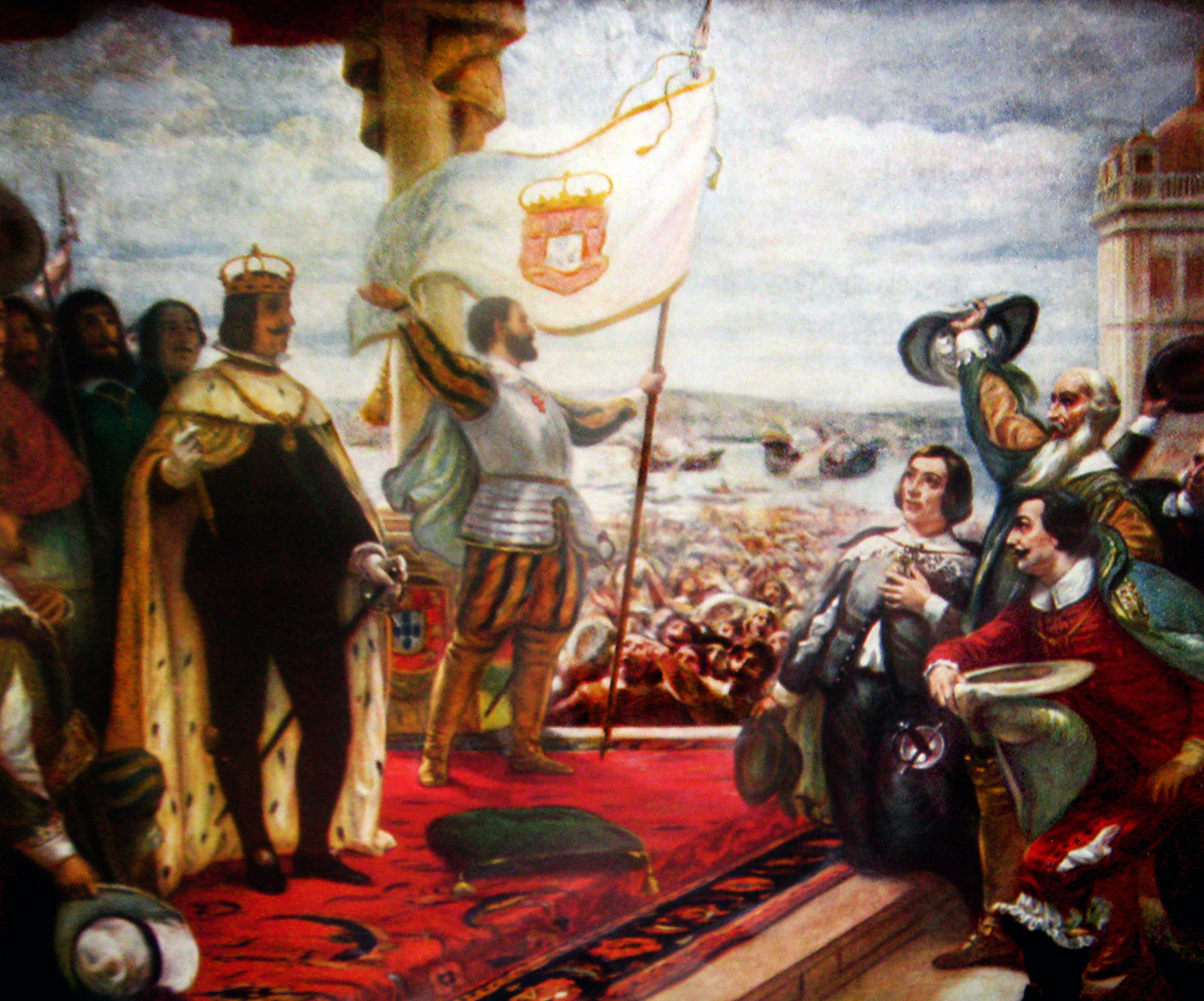
Couronnement de Jean IV, par Veloso Salgado (1908)

Le 15 décembre 1640, pour réaffirmer l'indépendance du royaume, Jean IV fut acclamé roi de Portugal. La restauration partielle de l'ancien rituel d'acclamation permettait, comme le soulignait le discours officiel, d'établir la légitimité du nouveau souverain face à l'ancien conquérant espagnol. Pour l'occasion, Jean IV couronna une statue de Notre-Dame de la Conception à Vila Viçosa et la déclara « véritable Reine et Patrone du Portugal », dans un geste de dévolution mariale très en vogue lors de la Contre-réforme. Des festivités eurent lieu dans l'ensemble des colonies portugaises pour fêter la restauration de la dynastie des Bragance,.

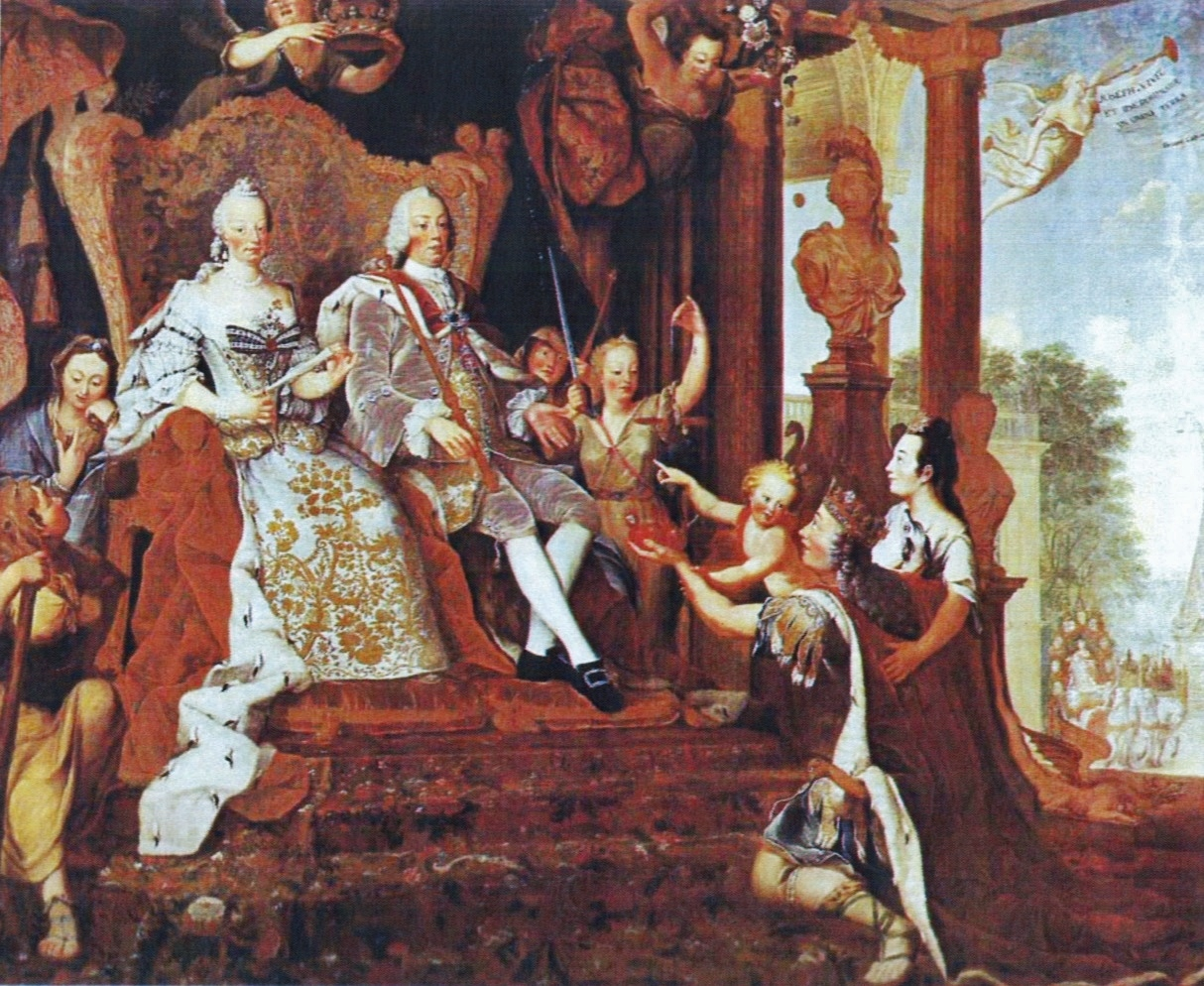
Allégorie de l'acclamation du roi Joseph le 8 septembre 1750, attribué à Joana do Salitre

Lors de la révolte du Rio de la Plata de 1641, les révoltés paullistes acclamèrent comme roi Amador Bueno da Ribeira. Celui-ci pourtant refusa et jura fidélité au nouveau roi Jean IV[réf. nécessaire].
Comme pour leur père, Alphonse VI et Pierre II ne purent pas recevoir de véritables cérémonies d'acclamation selon les anciens rites en raison du contexte politique de l'époque. Le premier eut cependant droit à une petite cérémonie le 15 novembre 1656.
À partir de l'acclamation du roi Jean V, le 1er juin 1707, les Cortes ne furent plus convoquées pour effectuer l'acclamation. Leur dernière réunion remontait à la reconnaissance du statut d'héritier du prince Jean en 1698. Leur intervention n'était plus considérée comme nécessaire, soit par renforcement de la puissance monarchique, soit par inutilité au vu des amendements apportés aux lois fondamentales du royaume en 1641. Pour conserver le principe de l'investiture populaire, la cérémonie se déroula dorénavant en plein air et en présence du public. Il était aussi initialement prévu que le roi se ferait oindre et couronner, ce qui ne fut finalement pas le cas. L'acclamation cessa donc à partir de ce moment d'être une cérémonie de remise du pouvoir entre les mains du roi par les Cortes, pour ne plus être qu'une simple cérémonie de reconnaissance du souverain.
Á l'occasion de l'acclamation de Marie Ire le 13 mai 1777, de très nombreux bâtiments éphèmères furent construits, à l'emplacement de l'ancien palais royal détruit dans le tremblement de terre de 1755.
Toutes les acclamations ne se déroulèrent pas sur le territoire portugais : ainsi le 6 février 1818, le roi Jean VI fêta son acclamation à Rio de Janeiro, capitale du nouveau Royaume-Uni de Portugal, du Brésil et des Algarves. L'acclamation fut réalisée plus de deux ans après la mort de la reine Marie, rompant ainsi avec la tradition d'une reconnaissance officielle pour des raisons de troubles politiques. Cette cérémonie, conçue pour renforcer le prestige d'une monarchie fortement abîmé par les invasions napoléoniennes, fut d'ailleurs la dernière à suivre précisément le déroulement traditionnel des acclamations. Ce fut aussi lors de cette cérémonie que fut créé l'Ordre de l'Immaculée Conception de Vila Viçosa, en souvenir du vœu de Jean IV.
Pierre Ier, Michel Ier et Marie II n'eurent pas l'occasion de réaliser une cérémonie d'acclamation. Cette-dernière n'eut droit qu'à une petite séance parlementaire le 12 mai 1834, à la fin de la guerre libérale.

### Monarchie constitutionnelle
L'acclamation étant un acte fondamental pour la monarchie portugaise, elle est mentionnée dans la Constitution de 1822 (art. 126), la Charte constitutionnelle de 1826 (art. 76) et la Constitution de 1838 (art. 87)

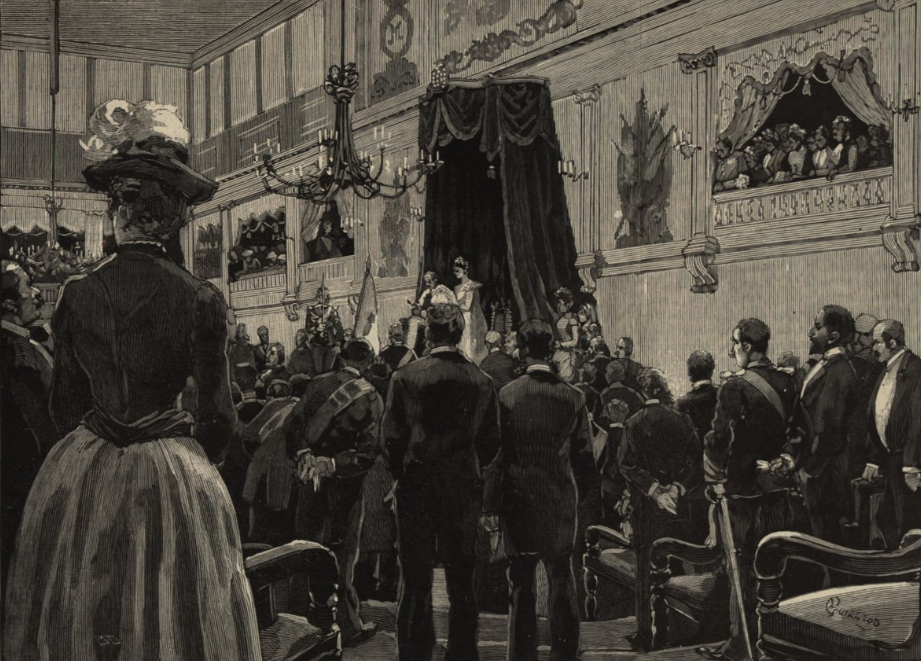
La cérémonie d'acclamation de Charles Ier dans la salle des Cortes, illustration du journal portugais A Illustração (1890)

La première cérémonie d'acclamation dans la monarchie constitutionnelle portugaise fut effectuée au Palácio das Necessidades à l'occasion de l'avènement au trône de Pierre V le 16 septembre 1855, et fut donc préparée sous la régence de son père le roi consort Ferdinand II. Cette acclamation, faisant suite à une longue période troublée, a été préparée avec soin afin de rénover les formes et la signification de l'ancien cérémonial.
La cérémonie d'acclamation de Louis Ier, réalisée le 22 décembre 1861 au Palais national de Belém dans le contexte triste et terne de la mort de Pierre V et de son frère Jean, modifia peu le déroulement de la cérémonie précédente. Les seules variations furent le changement du lieu des cérémonies religieuses (la cathédrale de Lisbonne fut ainsi abandonnée au profit de l'église Saint-Dominique) et la disparition du rituel du baisemain royal.

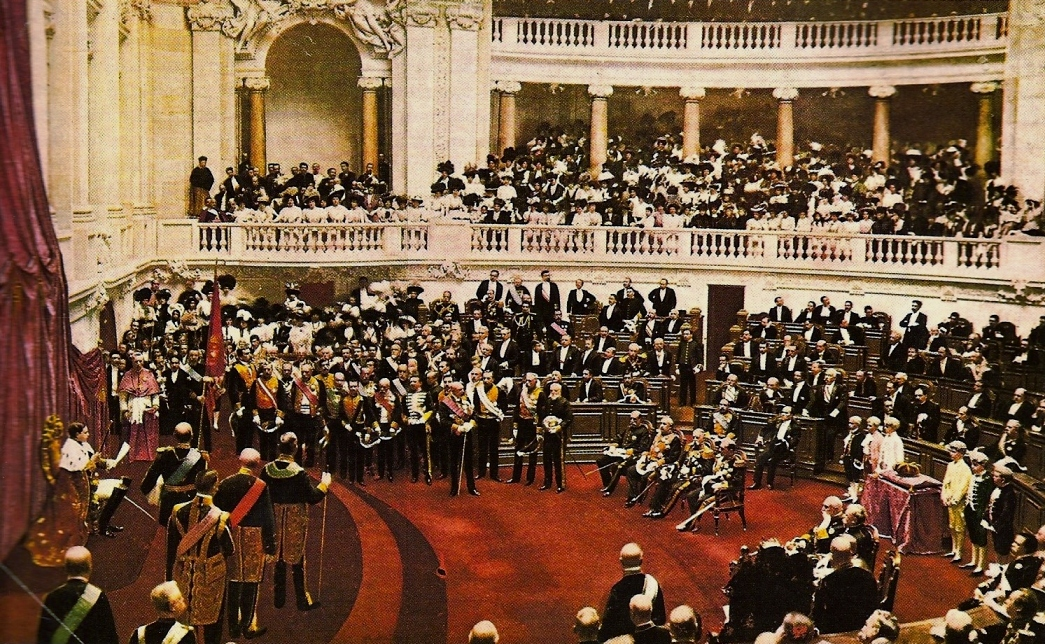
Acclamation de Manuel II

Pour l'acclamation de Charles Ier le 28 décembre 1889, d'autres modifications substantielles furent apportées : la cérémonie de remise des clés eut ainsi lieu à l'intérieur, ce qui fit disparaitre le caractère « populaire » de l'événement. La presse a d'ailleurs regretté le manque de solennité de l'événement et le ridicule de la décoration. La cérémonie se fit en présence de l'empereur Pierre II du Brésil.
Enfin, la dernière acclamation eut lieu pour Manuel II le 6 mai 1908. En raison de l'insécurité régnante et de l'instabilité politique, comme le montre l'assassinat de Charles Ier et son fils ainé, il fut décidé de réduire au maximum les cérémonies pour ne plus laisser qu'une acclamation au Cortes et une parade militaire. Certains ont toutefois regretté cette absence de réjouissances.

## Regalia
Contrairement aux autres monarchies, les dynasties ayant régné sur le Portugal ne se sont pas transmis d'objets utilisés comme reliques dans les cérémonies : tous les objets ont connu des variations importantes, car seuls les principes qu'ils représentaient comptaient et ils n'étaient perçus que comme des objets destinés à rendre visible et tangible la souveraineté royale. La seule exception notable est le reliquaire de la Vraie Croix, sur lequel les souverains prétaient leurs serments et qui reste effectivement inchangé.
À partir de l'acclamation de Jean IV et du couronnement de la statue de la Vierge, les rois ne portaient plus de couronne. Le vrai symbole du pouvoir royal devint alors le sceptre, le seul regalia remis au cours de la cérémonie par le Grand Chambellan.

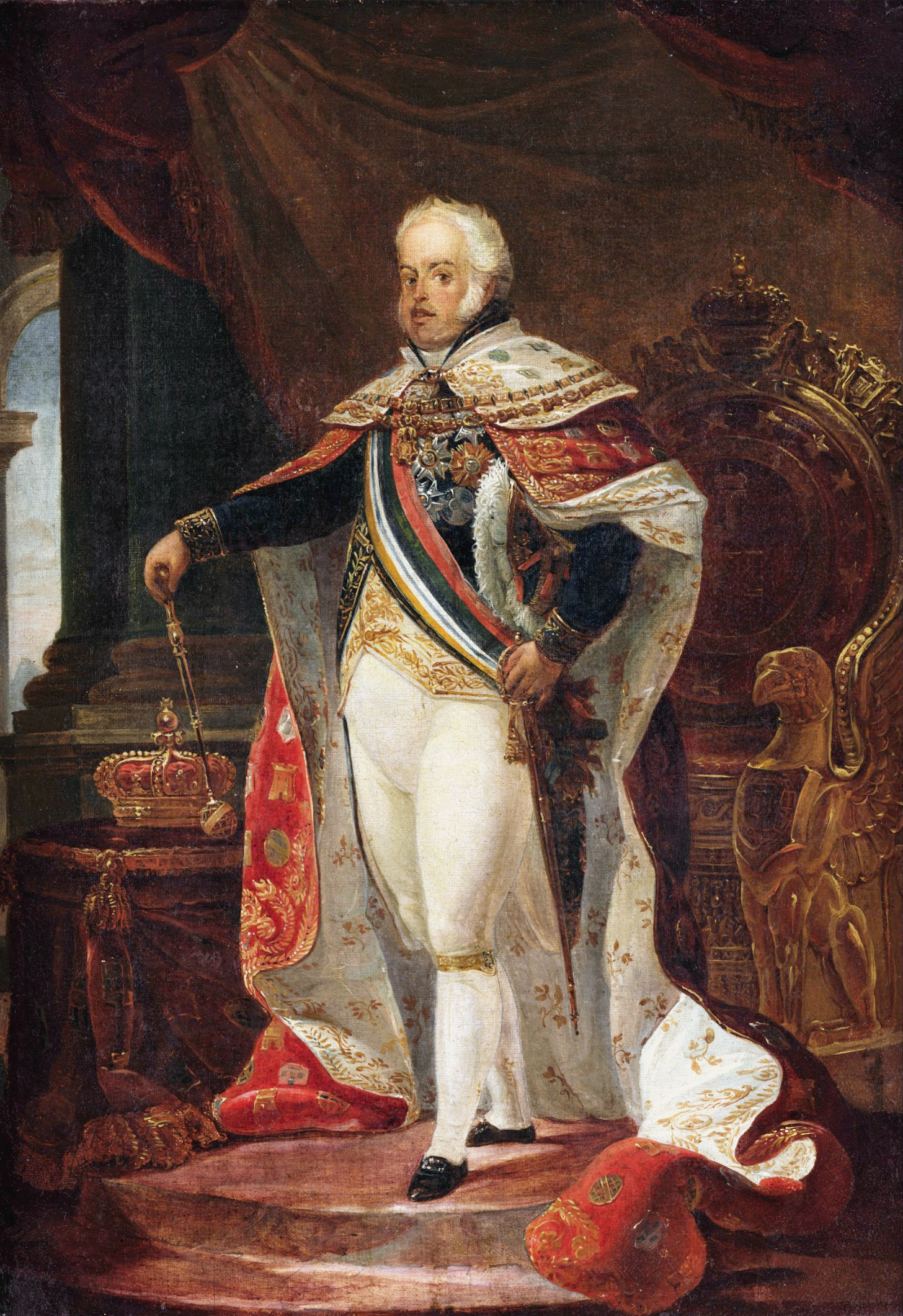
Portrait de Jean VI de Portugal, par Jean-Baptiste Debret (1817)

Des regalia ont été spécialement créés pour l'acclamation de Jean VI au Brésil (peut-être parce qu'aucune insigne royale n'avait pu être transportée au cours de la traversée depuis le Portugal). De nouveaux objets furent ainsi fabriqués sur place, avant d'être ramenés au Portugal en 1820. Toutefois, en raison de la période troublée qui suivit, ceux-ci ne furent pas utilisés avant longtemps. Trois regalia furent créés : la couronne royale du Portugal (pourvue d'une simple fonction d'apparat, car son poids empêche qu'on la porte), le sceptre royal, dit sceptre armillaire (Ceptro Armilar), et le manteau royal, dit manteau de Jean VI (Manto de D. João VI)

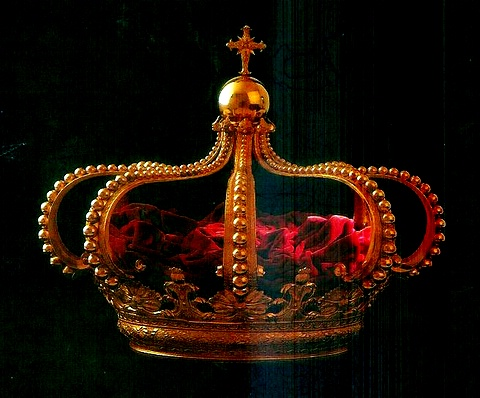
Couronne royale du Portugal
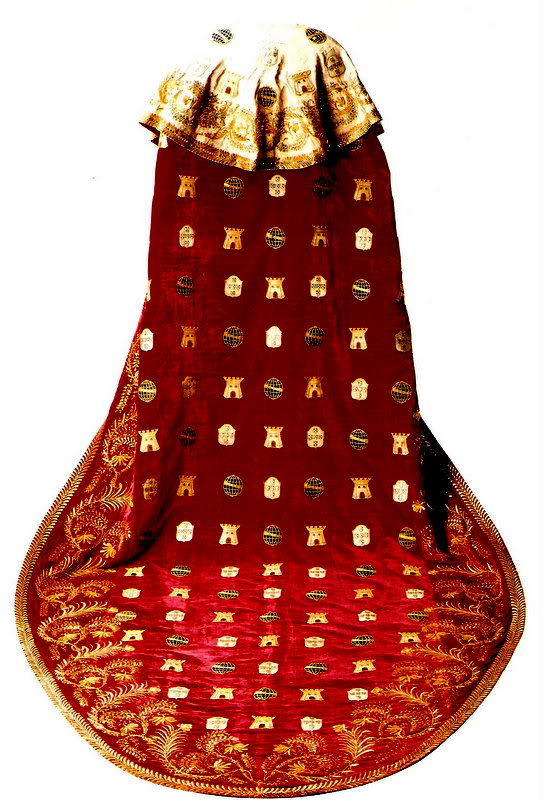
Manteau de Jean VI
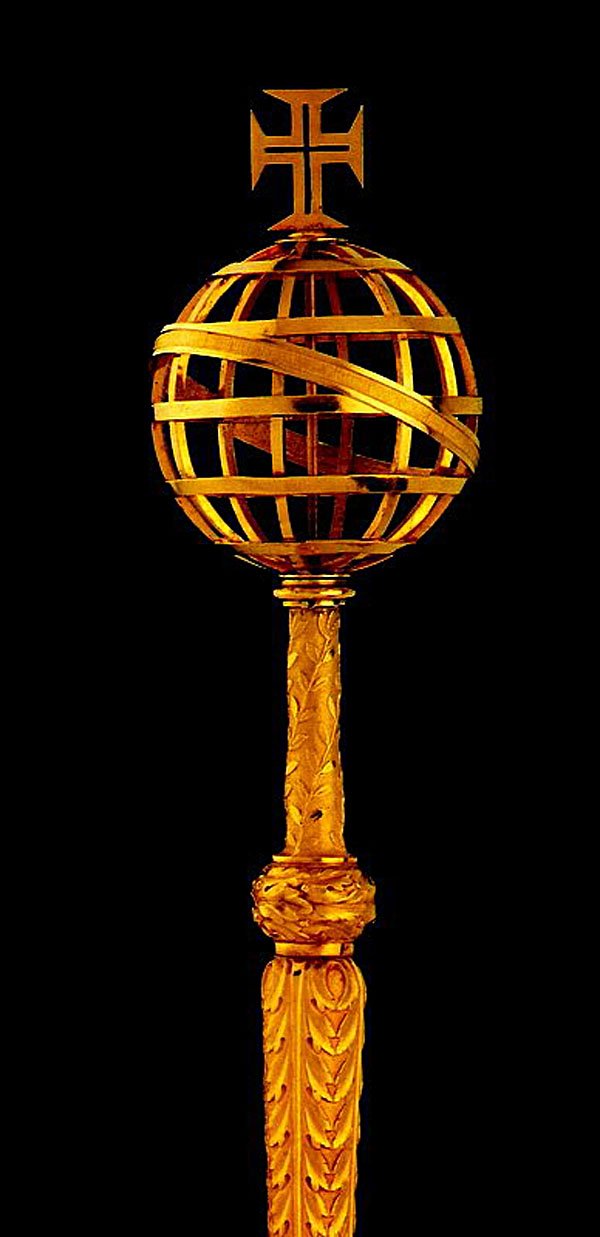
Sceptre armillaire

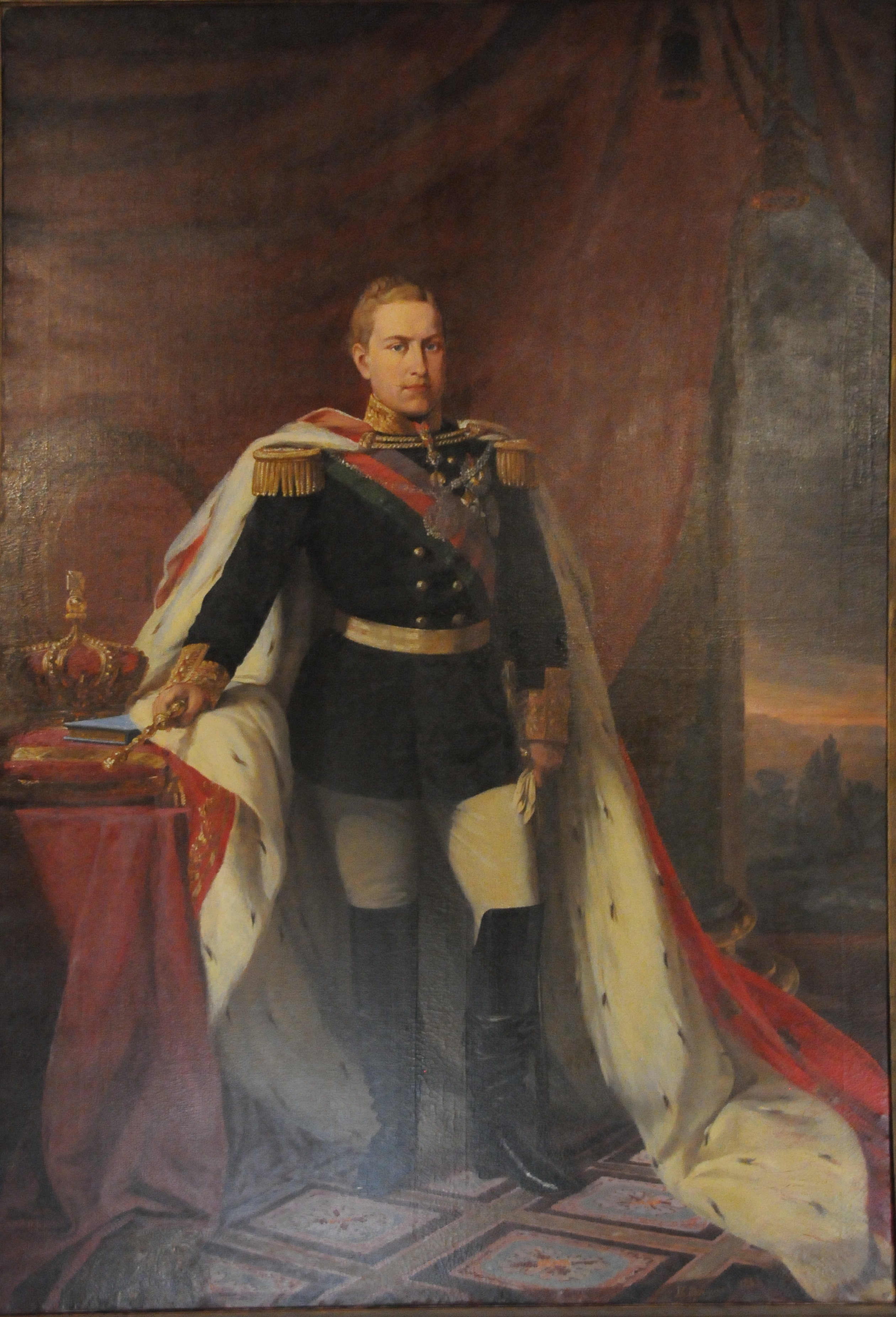
Portrait de Louis Ier de Portugal, par José Rodrigues (1866)

À l'exception de la couronne, tous les regalia furent renouvelés à l'occasion de l'acclamation de Pierre V. La symbolique de ces objets n'était en effet plus adaptée à la nouvelle monarchie constitutionnelle et à l'idéologie qu'elle portait, notamment par l'usage de motifs de sphère armillaire qui faisait référence à l'ancien Royaume-Uni de Portugal, du Brésil et des Algarves. Le nouveau manteau, dit manteau de Louis Ier (Manto de D. Luis I), abandonna donc ce motif, mais reprit celui des châteaux et des cinq écus d'azur, disposés en croix, chargés chacun de cinq besants disposés en sautoir (motif des armoiries du Portugal), ce qui le fit en réalité revenir à l'ancienne tradition (Marie Ire avait porté un tel manteau pour son acclamation en 1777). Le sceptre, dit sceptre du Dragon (Ceptro do Dragão), comporte une vouivre portant aussi sur le motif héraldique, surmontée par la Charte constitutionnelle de 1826 et la couronne royale. Un dernier objet était le missel d'Estevam Gonçalves Netto, livre-relique sur lequel les serments royaux étaient prêtés depuis le règne de Marie II.

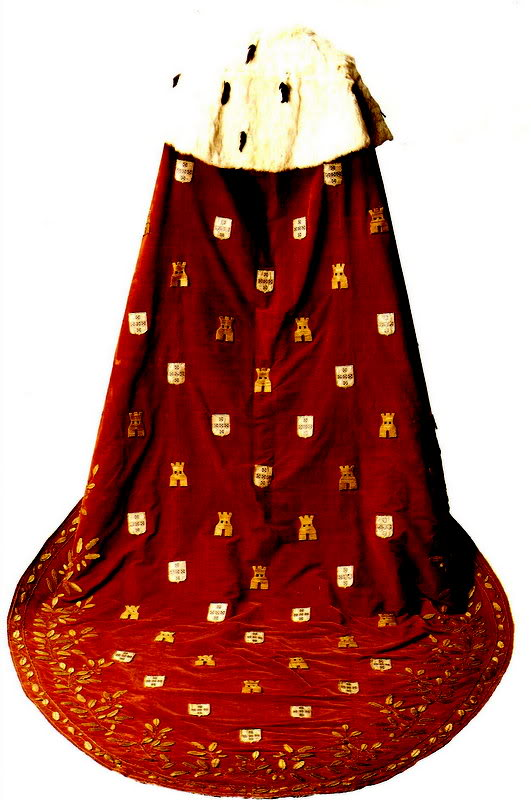
Manteau de Louis Ier
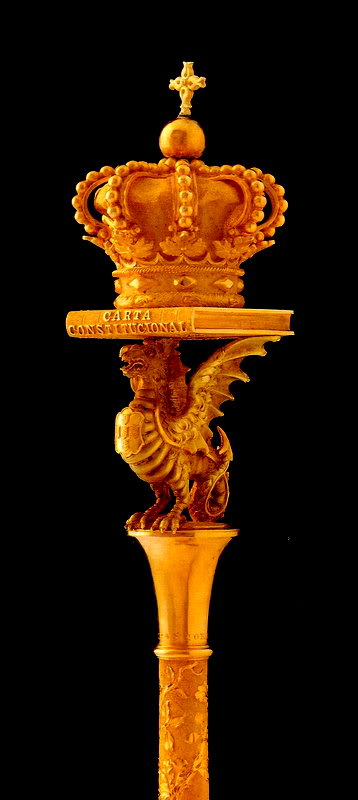
Sceptre du Dragon

## Cérémonie

### Ancien Régime

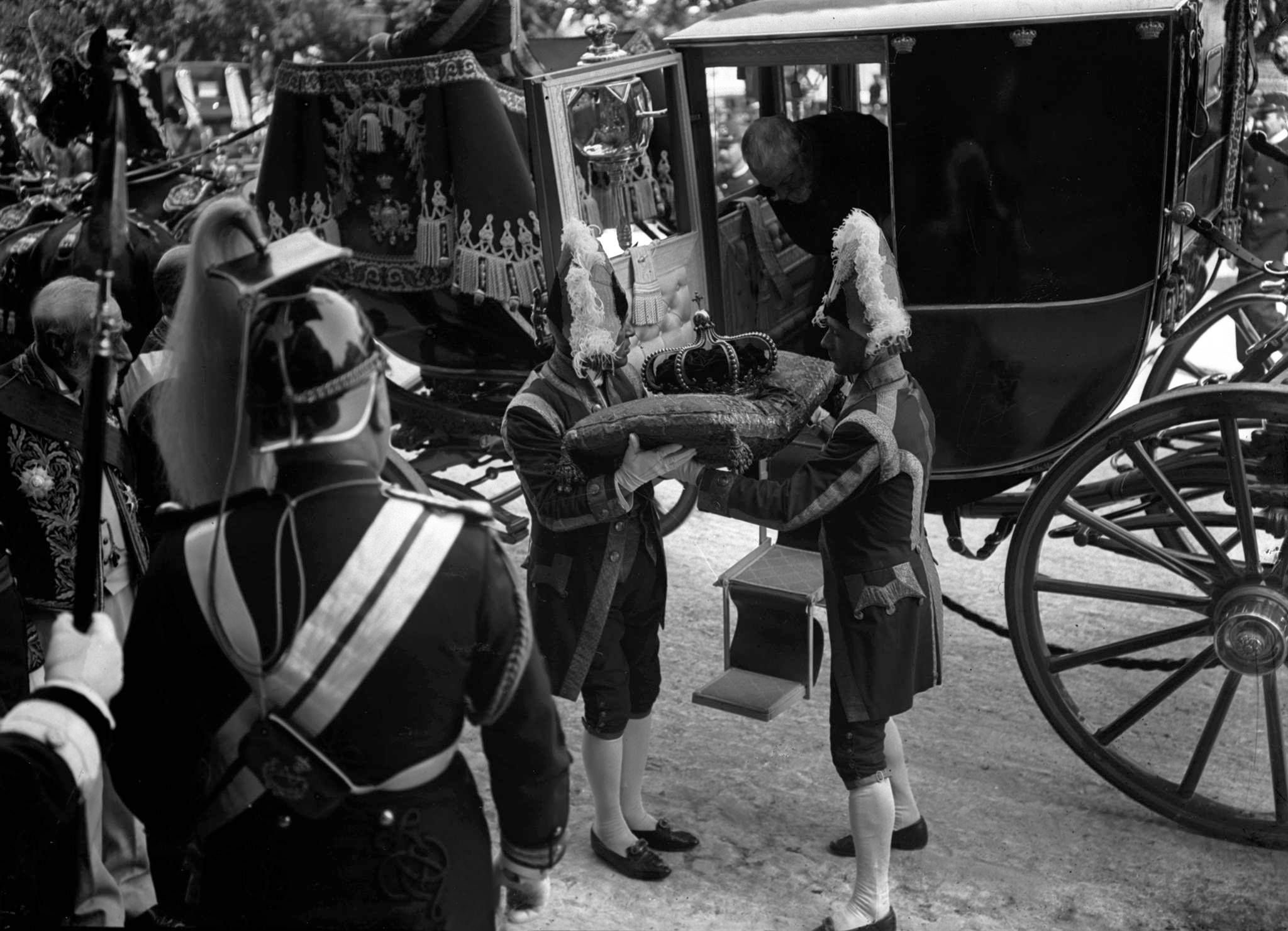
Arrivée de la couronne royale aux Cortes avant l'acclamation

La cérémonie décrite ici est celle de Marie Ire et des différences peuvent donc exister avec celles des autres souverains. Cependant, les cérémonies d'acclamations n'ont connu que très peu de changements depuis le Moyen Âge, à tel point que la manie des maitres de cérémonies était de les organiser « comme autrefois » (tal como havia sido em tempos mais antigos). Les règles de préséance, d'habillements et de gestuelles devaient ainsi être suivies scrupuleusement.
Après la restauration des Bragance, l'acclamation se déroulait sur le Terreiro do Paço et non plus dans le palais royal comme sous les Aviz. Pour la cérémonie de la reine Marie, une construction éphémère permettait qu'outre les représentants du royaume, la cérémonie soit visible du public présent.
Avant la cérémonie, une messe était célébrée par le patriarche de Lisbonne ou par le doyen du patriarcat si celui-ci était vacant.
Portant un manteau de velours couleur cramoisi reprenant des motifs héraldiques mentionnés précédemment, la reine quittait la salle où se déroulait la messe pour se diriger vers le trône avec le roi consort et le cortège des dignitaires et grands nobles du Royaume. Celui-ci était précédé par les trois rois d'armes (Reyes de armas, représentant les trois domaines du royaume : le Portugal, les Algarves et les Indes), les trois hérauts (Arautos, représentant les trois capitales : Lisbonne, Silves et Goa) et les trois poursuivants d'armes (Passavantes, représentant trois autres villes : Santarém, Lagos et Cochin). Hormis la reine et le roi consort, toute l'assemblée reste tête nue.
Alors qu'ils arrivaient dans la salle où se déroulerait l'acclamation, un accueil était réalisé par des instruments de musique. Les troupes présentes sur place présentaient les armes et resteraient dans cette position durant l'entièreté de la cérémonie.
Une fois installée, on remettait à la reine le sceptre qu'elle saisissait de la main droite. La couronne royale, posée sur un coussin, se trouvait sur un support installé en principe du côté gauche.
L'assemblée écoutait ensuite une exhortation d'un juge au Desembargador do Paço (cour suprême du Portugal), prenant la parole pour tous les dignitaires du Royaume.
Enfin, la souveraine s'agenouillait devant les prélats catholiques, échangeait son sceptre de main et saisissait avec sa main droite un missel et un reliquaire. Elle prêtait alors la formule rituelle du serment :
« Juro e prometto com a graça de Deos vos reger, e governar bem, e direitamente, e vos administrar direitamente Justiça, quanto a bumana fraqueza permitte; e de vos guardar vossos costumes, privilegios, graças, mercês, liberdades, e franquezas, que pelos Reis Meus Predecessores vos forão dados, outorgados, e confirmados »
« Je jure et promets avec la grâce de Dieu de vous régir et de gouverner bien et droitement, de vous rendre Justice droitement, tant que me le permettra la faiblesse humaine ; et de vous conserver vos bonnes coutumes, privilèges, grâces, libertés et exemptions que les rois mes prédécesseurs vous ont donnés, octroyés et confirmés. »
La reine recevait alors le serment d'hommage des plus grands dignitaires, à commencer par le prince Joseph du Brésil, alors héritier du trône :
« Juro aos Santos Evangelbos tocados corporalmente com a minba mão, que eu recebo por nossa Rainha, e Senhora verdadeira, e Natural, a Muito Alta, et Muito Poderosa, a Fidelissima Rainha Dona Maria Primeira Nossa Senhora, e lhe faço preuti, e bomenagem secundo o foro destes Reinos »
« Je jure sur les Saints Évangiles que je touche physiquement, que je reçois comme reine véritable et naturelle, la très haute, très puissante reine très fidèle Marie Ire et je lui rends honneur et hommage selon les coutumes du Royaume. »
Une fois leurs serments effectués, les dignitaires baisaient la main de la souveraine en signe d'allégeance. Cette pratique du baisemain, partagée par plusieurs autres monarchies de l'époque, était déjà présente depuis les débuts médiévaux de la cérémonie.
Le roi d'armes du Portugal lançait l'appel rituel : « Ouvide! Ouvide! Ouvide! estai attento! » (« Oyez! Oyez! Oyez! Faites attention! »)
Le porte-étendard (alferes mór) déployait l'étendard royal et poussait le cri d'acclamation :
« Real! Real! Real! Pela Muito Alta, Muito Poderosa, a Fidelissima Senhora Rainha Dona Maria Primeira Nossa Senhora »
« Royal ! Royal ! Royal ! Pour la très haute et très puissante reine très fidèle Marie Ire, notre souveraine »
Cette exclamation était reprise par les autres dignitaires, qui se plaçaient de façon à être vus par la population sur la place.
Enfin, une fois cette cérémonie clôturée, la reine et son cortège se rendaient dans une chapelle proche pour entendre un Te Deum.

### Monarchie constitutionnelle
La cérémonie décrite ici est celle de Manuel II. Des différences existent donc avec les cérémonies antérieures de la monarchie constitutionnelle.
Le roi quitta le Palácio das Necessidades à 11 heures, précédé par un carrosse transportant la couronne royale. Il était vêtu de l'uniforme de maréchal-général de l'armée (Marechal-General do Exército), grade réservé au souverain, avec en supplément le manteau royal de Louis Ier.
Il était accueilli au Palais de São Bento, siège des Cortes, par des députations de parlementaires (à gauche) et de pairs du Royaume (à droite). Accompagné des grands dignitaires et des membres importants de la noblesse, il se rendait dans la salle et montait sur le trône installé pour l'occasion.

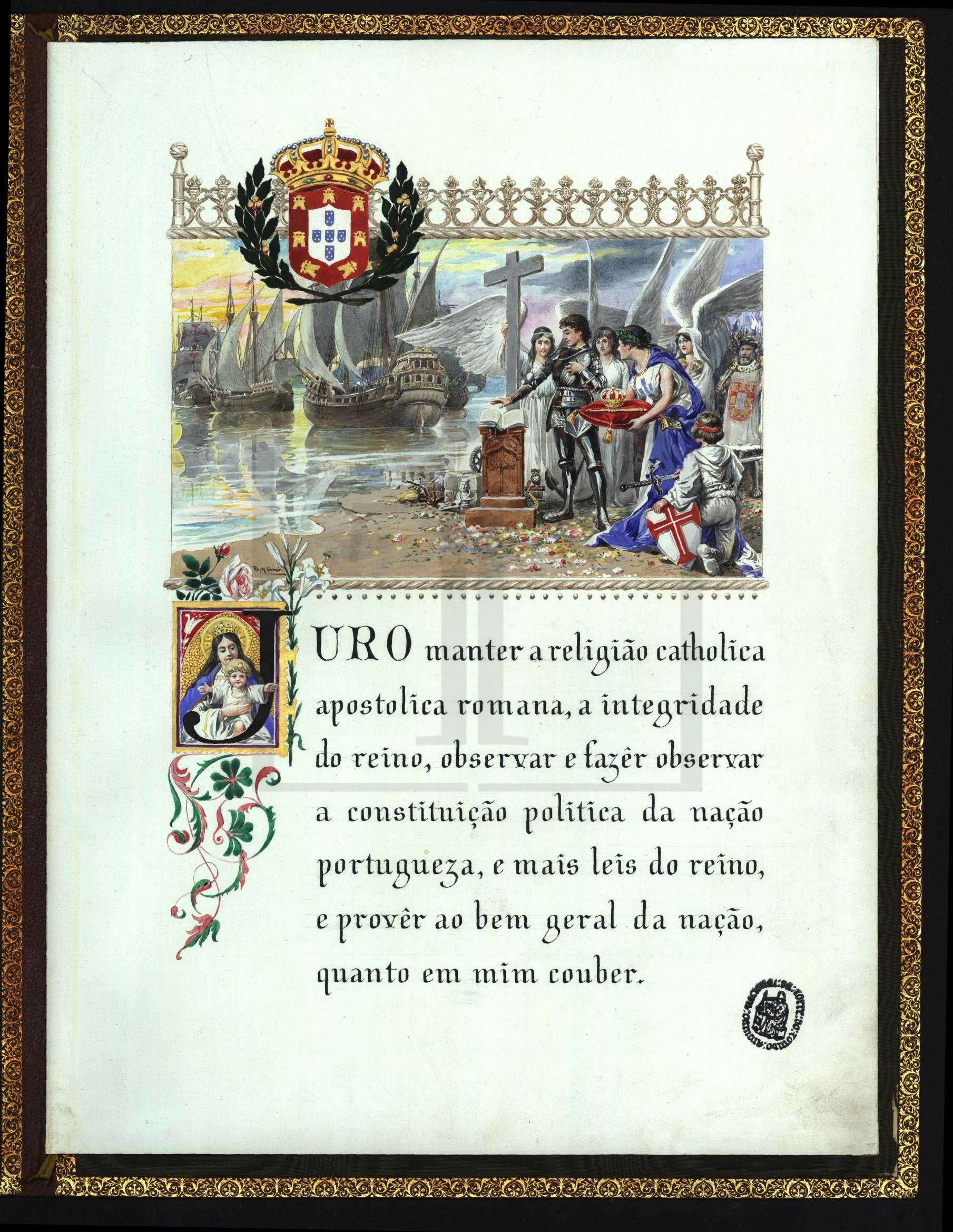
Album des Cortes contenant le serment prononcé par Manuel II lors de son acclamation, le 6 mai 1908

En mettant sa main droite sur le missel, il prononçait le serment suivant :
« Juro manter a religião Católica Apostólica Romana, a integridade do Reino, observar e fazer observar a constituição política da Nação portuguesa, e mais leis do Reino, e prover ao bem geral da Nação, quanto em mim couber »
« Je jure de maintenir la religion catholique, apostolique et romaine, l'intégrité du royaume, d'observer et de faire observer la constitution politique de la nation portugaise et les autres lois du royaume, ainsi de veiller à l'intérêt général de la nation, dans la mesure qu'il m'est possible. »
Une fois réinstallé sur son trône, le sceptre était ensuite remis au roi.
Le porte-étendard brandissait alors l'étendard royal et poussait le cri d'acclamation :
« Real! Real! Real! Pelo Muito Alto e Muito Poderoso e Fidelíssimo Rei de Portugal, Dom Manuel Segundo »
« Royal ! Royal ! Roya l! Par le très haut et très puissant roi très fidèle de Portugal, Manuel II. »
Après des vivats, le roi prononçait son discours du trône. Il était suivi par le discours du président de la Chambre basse du Parlement.
Sur le balcon du Palais, le lieutenant-major brandissait à nouveau l'étendard royal pour le montrer à la foule et poussait à nouveau le cri d'acclamation.

### Comptes-rendus historiques
- (pt) Relação de tudo o que passou na felice aclamação do mui alto e mui poderoso Reo Dom João o IV, Nosso Senhor, Coimbra, Cento de estudos de Linguìstica general e aplicada. Faculdade de Letras. Universidade de Coimbra, 2007 (lire en ligne)
- (pt) Auto do levantamento, e juramento que os Grandes, Titulos seculares, Ecclesiasticos, e mais pessoas, que fizeraõ ao muito alto e muito poderoso Senhor El Rey D. João V, Libsonne, Miguel Rodrigues, 1750 (lire en ligne)
- (pt) Auto do levantamento, e juramento, que os grandes, titulos seculares, ecclesiasticos e mais pessoas, que se acharäo presentes, fizeräo á muito alta, muito poderosa rainha fidelissima a senhora D. Maria I, Lisbonne, Officina de Valentim da Costa Deslandes, Impressor de Sua Magesdade, 1777 (lire en ligne)
- (pt) Bernardo Avellino Ferreira e Souza, Relação dos festejos, que á feliz acclamação do muito alto, muito poderoso, e fidelissimo Senhor D. João VI. Rei do Reino Unido de Portugal, Brasil e Algarves, Rio de Janeiro, Typographia Real, 1818 (lire en ligne)

### Travaux scientifiques
: document utilisé comme source pour la rédaction de cet article.
- (en) Jacheline Hermann, « The King of America : notes on the late acclamation of D. João VI in Brazil », TOPOI - Revista de História, vol. 8, no 15,‎ 2008 (lire en ligne).
- (pt) Raquel Gomez Justo, Rei Morto, Rei Posto - A Cerimónia de Juramento de D. João V o novo Monarca Português, Lisbonne, Faculdade de ciências sociais e humanas. Universidade Nova de Libsoa, 2019 (lire en ligne).
- (pt) José Mattoso, « A coroação dos primeiros reis de Portugal », dans Francisco Bethencourt et Diogo Ramada Curto, A Memória da Nação, Lisbonne, Livraria Sá da Costa Editora, 1991.
- (pt) Ieda Avênia de Mello, Rituais e Cerimônias régias da Dinastia de Avis: Pacto e conflito na entronização de D. João II (Portugal - 1438 a 1495), Niterói, Departamento de História. Universidade Federal Fluminense, 2007 (lire en ligne).
- (pt) Paulo Merêa, « Sobre a aclamação dos nossos reis », Revista Portuguesa de História, t. X,‎ 1962 (lire en ligne).
- (pt) María Manuela Milheiro, « Festa, Pompa e Ritual. A aclamação de D. Maria I », Barroco: actas do II Congresso Internacional,‎ 2003 (lire en ligne).
- (en) Isabel Corrêa da Silva et Miguel Metelo de Seixas, « Uncrowned kings: rituals and ritual objects in eighteenth-nineteenth century Portuguese royal acclamation ceremonies », European Review of History:Revue européenne d'Histoire, no 28,‎ 2021 (lire en ligne).
- Isabel Corrêa da Silva et Miguel Metelo de Seixas, « Reliques de souveraineté : Insignes et rituels royaux au Portugal sous la monarchie constitutionnelle », dans Albrecht Burkardt et Jérôme Grévy, Reliques politiques, Rennes, Presses universitaires de Rennes, 2020 (ISBN 978-2-7535-7898-2).